# Staldenried
Staldenried (gsw. Schtaaluried) – miejscowość i gmina (Politische Gemeinde) w południowej Szwajcarii, w kantonie Valais, w okręgu (Bezirk) Visp. Leży nad rzekami Vispa, Mattervispa oraz Saaservispa.

## Demografia
W Staldenried mieszkają 552 osoby. W 2021 roku 4,2% populacji gminy stanowiły osoby urodzone poza Szwajcarią. 

## Transport
Przez teren gminy przebiega droga główna nr 212. 